# Korsberga församling, Växjö stift
Korsberga församling är en församling i Njudung-Östra Värends kontrakt i Växjö stift, Vetlanda kommun. Församlingen ingår i Vetlanda pastorat. 

## Administrativ historik
Församlingen har medeltida ursprung.
Församlingen var moderförsamling i pastoratet Korsberga, Lemnhult och (Södra) Solberga som 1992 utökades med Nye, Näshults och Stenberga församlingar. År 2006 uppgick i Korsberga församling Södra Solberga och Lemnhults församlingar. Från samma tid 2006 ingick församlingen i Bäckseda-Korsberga pastorat. Från 2018 ingår församlingen i Vetlanda pastorat.

## Kyrkoherdar
| Ämbetstid | Namn                       | Levnadstid | Övrigt                                 |
| --------- | -------------------------- | ---------- | -------------------------------------- |
| 1352–1353 | Matteus                    |            |                                        |
| 1404–1422 | Karl Frövidsson            |            |                                        |
| 1425      | Ingewald Olai              |            |                                        |
| 1523–1543 | Mickel                     |            | Senare kyrkoherde i Alseda församling. |
| 1547–1567 | Mickel Mickelsson          |            |                                        |
| 1567–1603 | Magnus Mickelsson          | 1543–1606  |                                        |
| 1604–1629 | Gudmund Larsson Spegel     | –1629      |                                        |
| 1630–1643 | Laurentius Gudmundi Spegel |            |                                        |
| 1643–1644 | Magnus Johannis Hoffmannus |            |                                        |
| 1644–1653 | Johannes Magni Silerus     | –1653      |                                        |
| 1654–1679 | Cornelius A. Osaengius     | 1619–1679  |                                        |
| 1680–1707 | Johan Lindewall            | 1642–1707  |                                        |
| 1708–1742 | Petrus Lindstorphius       | 1663–1743  |                                        |
| 1744–1763 | Johan Telander             | 1694–1763  |                                        |
| 1768–1796 | Anders Unge                | 1718–1796  |                                        |
| 1796–1812 | Magnus Klintin             | 1739–1812  |                                        |
| 1812–1835 | Jon Danielsson             | 1766–1835  |                                        |
| 1836–1857 | Johan Pontén               | 1776–1857  |                                        |
| 1858–1867 | Johan Christopher Scheutz  | 1799–1867  |                                        |
| 1867–1890 | Gustaf Pontén              | 1817–1890  | Kontraktsprost.                        |
| 1890–1907 | Johan Axel Linnér          | 1837–1907  |                                        |
| 1907–1911 | Emil Herman Appelblad      | 1859–1911  |                                        |
| 1911–     | Johannes Andersson Lundh   | 1856–      |                                        |

Lars Riberth                               1995-

## Klockare, kantor och organister
| Ämbetstid | Namn         | Levnadstid | Övrigt                |
| --------- | ------------ | ---------- | --------------------- |
| 1730-1734 | Anders       |            | Klockare              |
| 1742-1780 | Anders Dalin | 1718-1783  | Organist och klockare |
| 1780-1825 | Isak Dalin   | 1761-      | Organist och klockare |

## Kyrkor i Korsberga församling
- Korsberga kyrka
- Södra Solberga kyrka
- Lemnhults kyrka